# Themistoklis Sofoulis

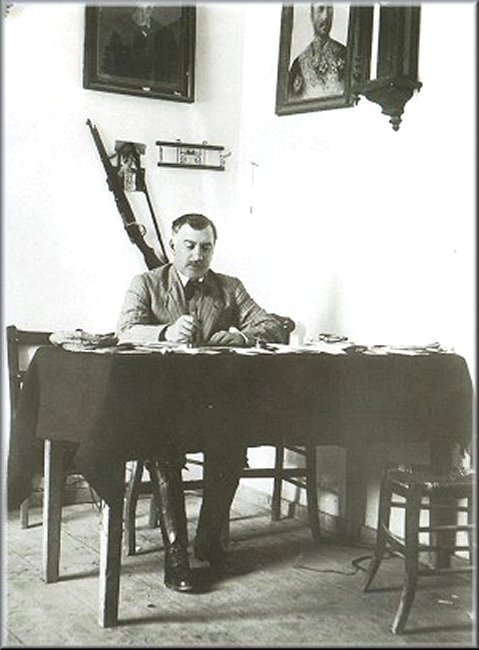
Themistoklis Sofoulis 1912 in seinem Hauptquartier in Samos

Themistoklis Sofoulis (griechisch Θεμιστοκλής Σοφούλης auch Themistoklis Sophoulis; * 1860 in Vathy; † 24. Juni 1949 in Athen) war ein griechischer Politiker und mehrfach Ministerpräsident seines Landes.

## Studium und berufliche Laufbahn
Sein Vater Panagiotis Sofoulis war ein Vorkämpfer für die Autonomie von Samos. In anderen Quellen wird das Geburtsjahr von Themistoklis mit 1862 angegeben. Er absolvierte ein Studium der Philosophie und Archäologie an der Nationalen und Kapodistrias-Universität Athen sowie an Universitäten in Deutschland. Als Archäologe verfasste er einige fachwissenschaftliche Abhandlungen und war bis 1900 Teilnehmer an mehreren Ausgrabungen in Griechenland.

## Politische Laufbahn

### Unabhängigkeitskämpfer für Samos
1900 beendete er nach der Wahl zum Abgeordneten im Parlament von Samos seine Tätigkeit als Archäologe. Im Parlament setzte er sich vehement für die politische Freiheit der Insel entsprechend dem Autonomievertrag von 1832 ein. Sehr bald wurde er mit Unterstützung progressiver und liberaler Fraktionen praktisch zum Herrscher von Samos. 1907 kam es zu einer Konfrontation mit dem damaligen Gouverneur der Insel, Andreas Kopasis, der um Intervention türkischer Truppen bat. Nach Aufständen kam es tatsächlich zum Einmarsch türkischer Truppen. Sofoulis, der nunmehr Führer der Griechen auf der Insel war, musste nach der Ermordung des Gouverneurs auf das griechische Festland fliehen. Auch unter dessen Nachfolger als Gouverneur Grigorios Veglaris kam es 1912 zu einer neuen Autonomiebewegung.
Nach der Rückkehr von Sofoulis nach Samos kam es erneut zu einer Intervention der türkischen Armee. Bereits am 11. November 1913 gab die Revolutionäre Kommission von Samos unter dem Vorsitz von Sofoulis eine Resolution zur Vereinigung mit Griechenland heraus. Nach der Rückkehr der türkischen Truppen nach Kleinasien wurde am 23. Dezember 1912 ein Waffenstillstandsabkommen unterzeichnet und schließlich am 2. März 1913 als Ergebnis der Balkankriege die Vereinigung von Samos als Teil Griechenlands vollzogen. Sofoulis war anschließend bis zum April 1914 Präsident der Interimsregierung von Samos. Daraufhin war er bis zum Februar 1915 Generalkommandeur von Makedonien. Nach einem Disput seines Parteivorsitzenden Eleftherios Venizelos mit König Konstantin I. trat er jedoch von diesem Amt zurück.

### Abgeordneter und Aufstieg zum Vorsitzenden der Liberalen Partei
Bei den Wahlen zur griechischen Nationalversammlung (Voulí ton Ellínon) im Mai 1915 wurde er erstmals zum Abgeordneten gewählt. Von August bis Oktober 1915 war er Innenminister der Gegenregierung von Venizelos in Thessaloniki. Erst nach dem König Konstantin am 12. Juni 1917 abdankte und ins Exil ging, kehrten Venizelos und Sofoulis nach Athen zurück. Anschließend war er bis 1920 Sprecher der Nationalversammlung.
Nachdem Venizelos nach der Niederlage bei den Parlamentswahlen von 1920 ins Exil nach Paris gegangen war, wurde er dessen Nachfolger als Vorsitzender der Liberalen Partei.

### Ministerpräsident und Parlamentssprecher

Platia Themistoklis Sofoulis mit Denkmal in Samos

Vom 24. Juli bis zum 7. Oktober 1924 war er erstmals Ministerpräsident. Nach dem Sturz der Diktatur von General Theodoros Pangalos im August 1926 war er bis 1928 erneut Sprecher der Nationalversammlung. Nach der Rückkehr von Venizelos nach Griechenland und dem landesweiten Wahlsieg der Liberalen Partei war er von 1928 bis 1930 Minister im fünften Kabinett von Venizelos.
Anschließend wurde er erneut zum Parlamentssprecher gewählt. Während dieser Jahre wurde er als stellvertretender Vorsitzender der Liberalen Partei angesehen, auch wenn es dieses Amt offiziell nicht gab. Nach der Niederlage bei der Wahl zur Nationalversammlung vom November 1932 und der Bildung einer Regierung durch die Volkspartei von Panagis Tsaldaris musste er von seinem Amt als Sprecher der Nationalversammlung zurücktreten. Während der dramatischen Ereignisse, die bereits am 16. Januar 1933 zum Rücktritt von Tsaldaris und zur Wiedereinführung der Monarchie im Oktober 1935 führten, behielt er eine gemäßigte Einstellung, die von König Georg II. geschätzt wurde. Am 16. März 1936 wurde er schließlich wieder zum Sprecher der Nationalversammlung gewählt. Noch im selben Jahr war er Unterzeichner des berüchtigten Sofoulis-Sklavainas-Übereinkommens zwischen der Liberalen Partei und der Kommunistischen Partei (KKE). Während der nachfolgenden Diktatur des Generals Ioannis Metaxas verhielt er sich erneut gemäßigt und ruhig.
Während der Besetzung Griechenlands durch Truppen der deutschen Wehrmacht in den Jahren 1941 bis 1944 war er zeitweise durch seine Kontakte zur britischen Mittelmeerarmee trotz seines Alters im griechischen Widerstand aktiv. Noch 1944 wurde er von den deutschen Besatzungstruppen gefangen genommen und unter Hausarrest gestellt.
Nach dem Ende des Zweiten Weltkrieges war er vom 22. November 1945 bis zum 4. April 1946 Ministerpräsident, musste von diesem Amt jedoch nach dem Wahlsieg der Volkspartei unter Konstantinos Tsaldaris zurücktreten.
Allerdings wurde er am 7. September 1947 erneut Ministerpräsident und bildete als solcher eine Koalitionsregierung zwischen seiner Liberalen Partei und der Volkspartei. Der Griechische Bürgerkrieg fiel großteils in seine Amtszeit. Während des Krieges überzeugte er auch Alexandros Papagos zur Rückkehr als Armeegeneral. Er starb am 24. Juni 1949 im Amt, wenige Monate vor dem Ende des Bürgerkrieges am 9. Oktober 1949.

## Biografische Quellen und Hintergrundinformationen
- Biographie
- Wahlergebnisse 1920 bis 1936 (Memento vom 4. Februar 2012 im Internet Archive)
- Wahlergebnis 1946
- Ministerlisten der Regierungen 1946–1951 (Memento vom 17. Juli 2012 im Internet Archive)

| Vorgänger                                                                | Amt                                                       | Nachfolger                                                       |
| ------------------------------------------------------------------------ | --------------------------------------------------------- | ---------------------------------------------------------------- |
| Alexandros Papanastasiou Panagiotis Kanellopoulos Konstantinos Tsaldaris | Premierminister von Griechenland 1924 1945–1946 1947–1949 | Andreas Michalakopoulos Panagiotis Poulitsas Alexandros Diomidis |

| Personendaten    | Personendaten                                |
| ---------------- | -------------------------------------------- |
| NAME             | Sofoulis, Themistoklis                       |
| ALTERNATIVNAMEN  | Sophoulis, Themistoklis                      |
| KURZBESCHREIBUNG | griechischer Politiker und Ministerpräsident |
| GEBURTSDATUM     | 1860                                         |
| GEBURTSORT       | Vathy                                        |
| STERBEDATUM      | 24. Juni 1949                                |
| STERBEORT        | Athen                                        |